# ツーベ地滑り災害

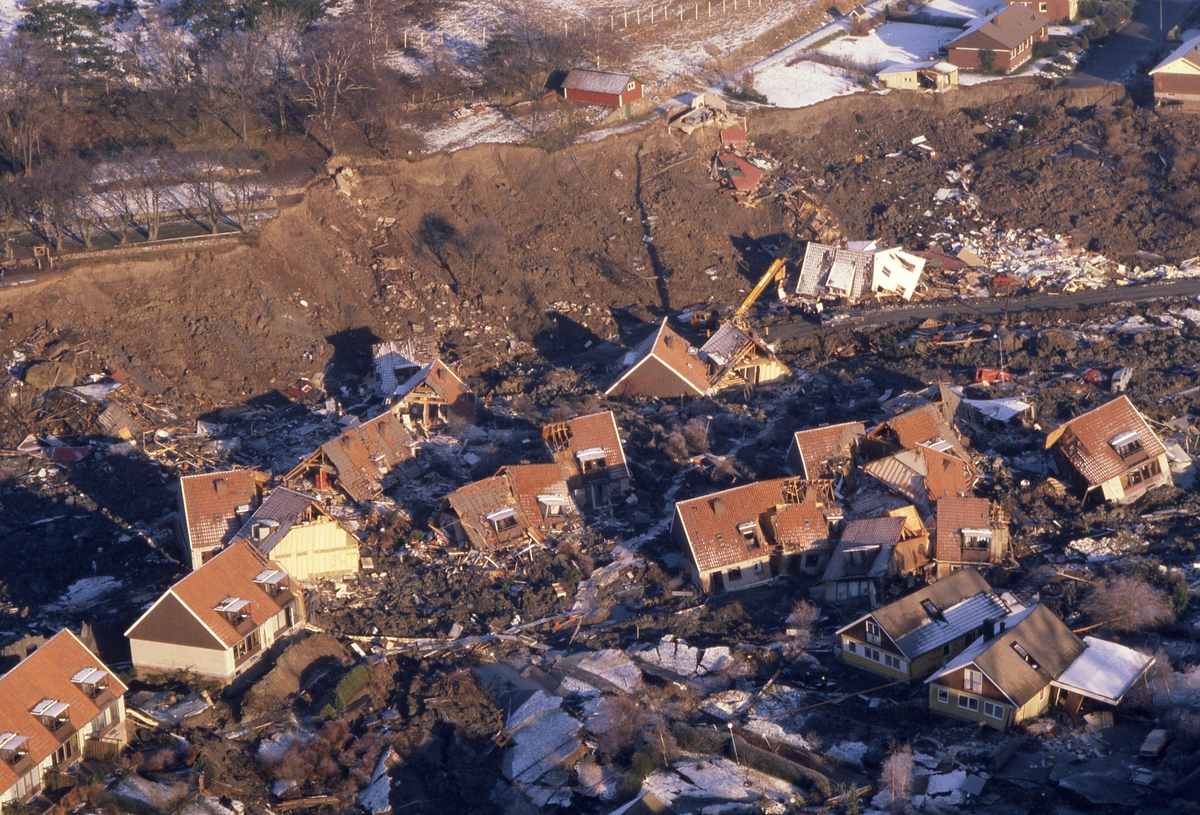
現地の空撮写真

ツーベ地滑り災害（ツーベじすべりさいがい）は、1977年11月30日にスウェーデン・ヨーテボリの北部に位置するツーベ（sv:Tuve）で発生した地滑り。67棟の住宅が破壊され、9名が死亡。約60名が負傷し、約600名が住む場所を失った。地滑りは16時5分頃に始まり、5～6分継続。地滑りによって27万平方メートル（約27ヘクタール）が影響を受けた。この地域には約600名が居住、当時は約200名がその地域におり、約100名が救助された。これはスウェーデンの現代史においてもっとも深刻な地滑り災害となった。
およそ1キロメートルに渡って道路が破壊され、流出した土砂は300〜400万立方メートルと推定。被害額は1.4億クローネ（15万ユーロ、22万ドル）と推定されている。

## 原因
大雨と不安定な斜面。

## 影響
地滑り後、多くの地域で適切な地質調査を事前に行わないまま建物が建てられていたとして、自治体において市街地の地質の安定性をチャート化することになった。